# Frauenkirche din Dresda

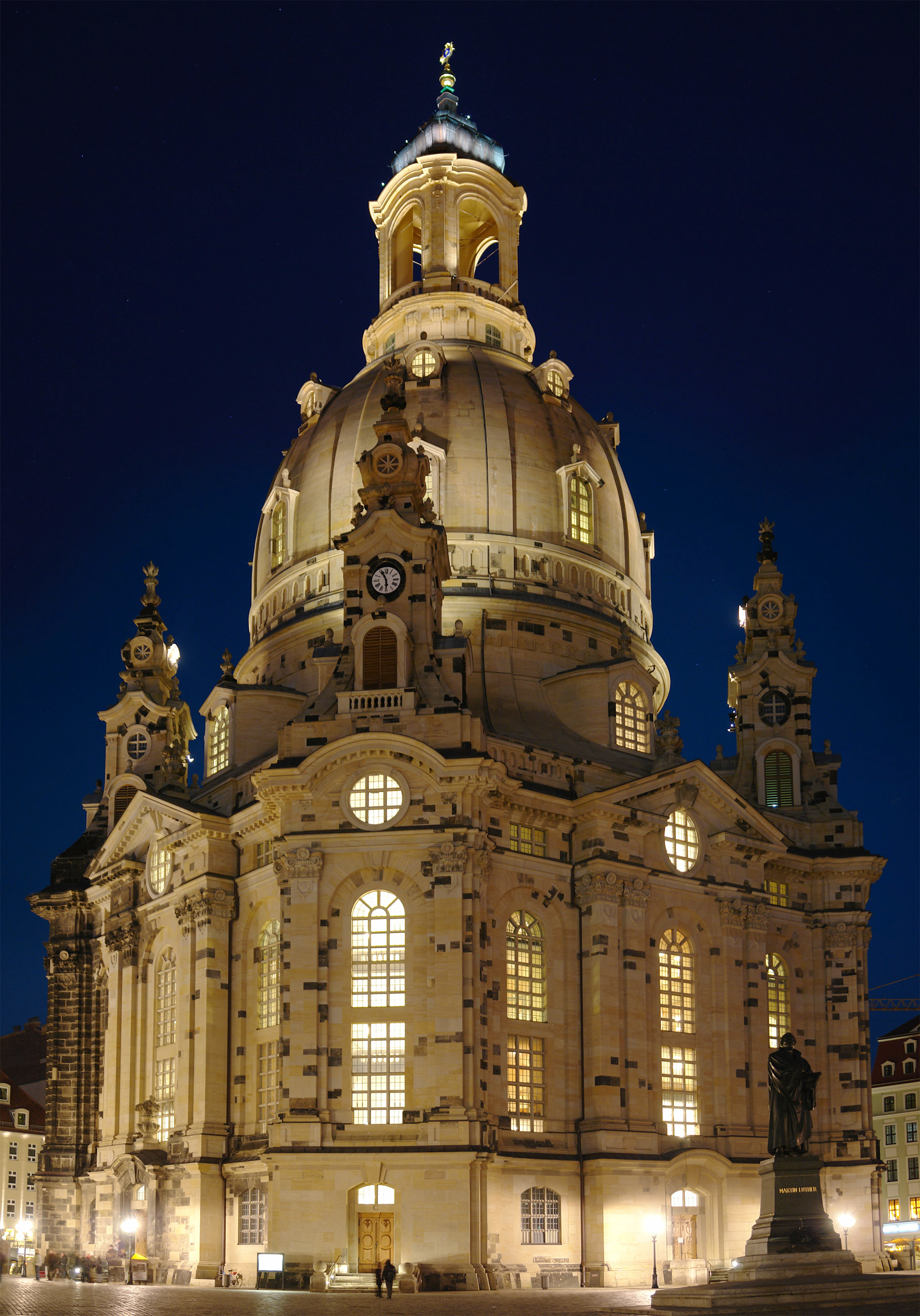
Frauenkirche noaptea

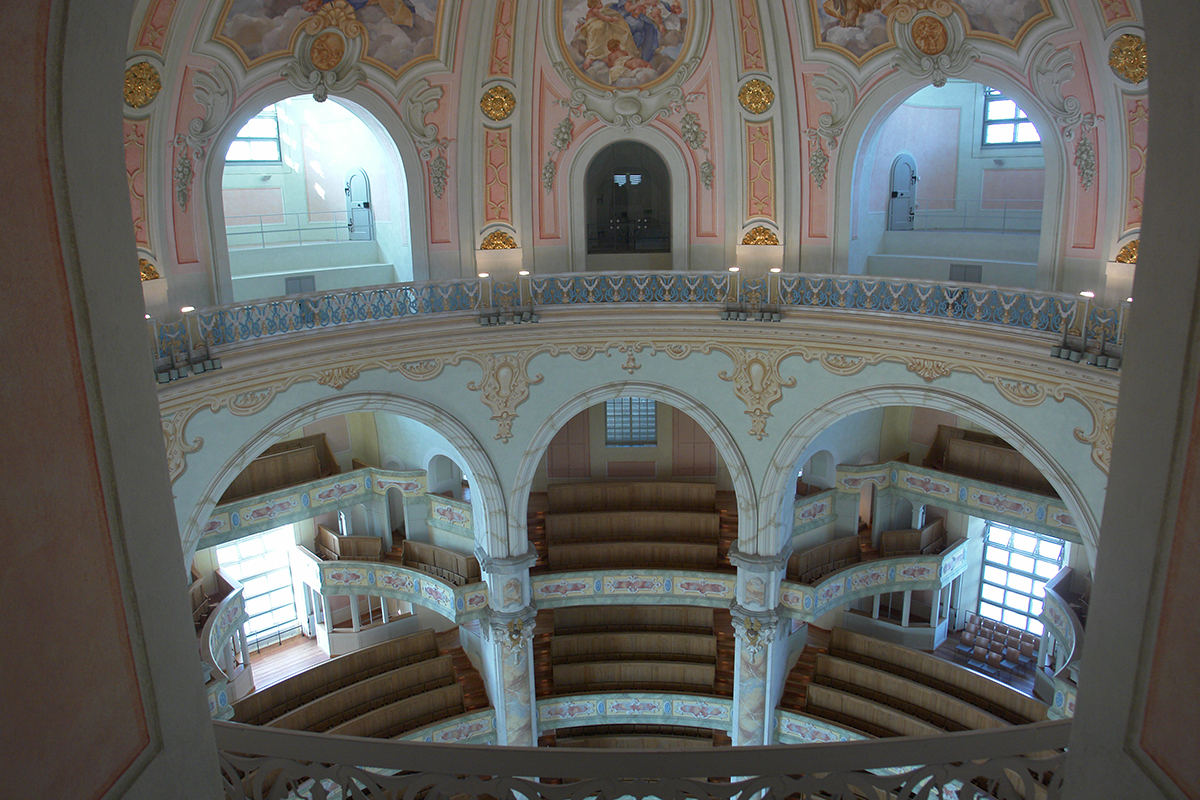
Frauenkirche, interior

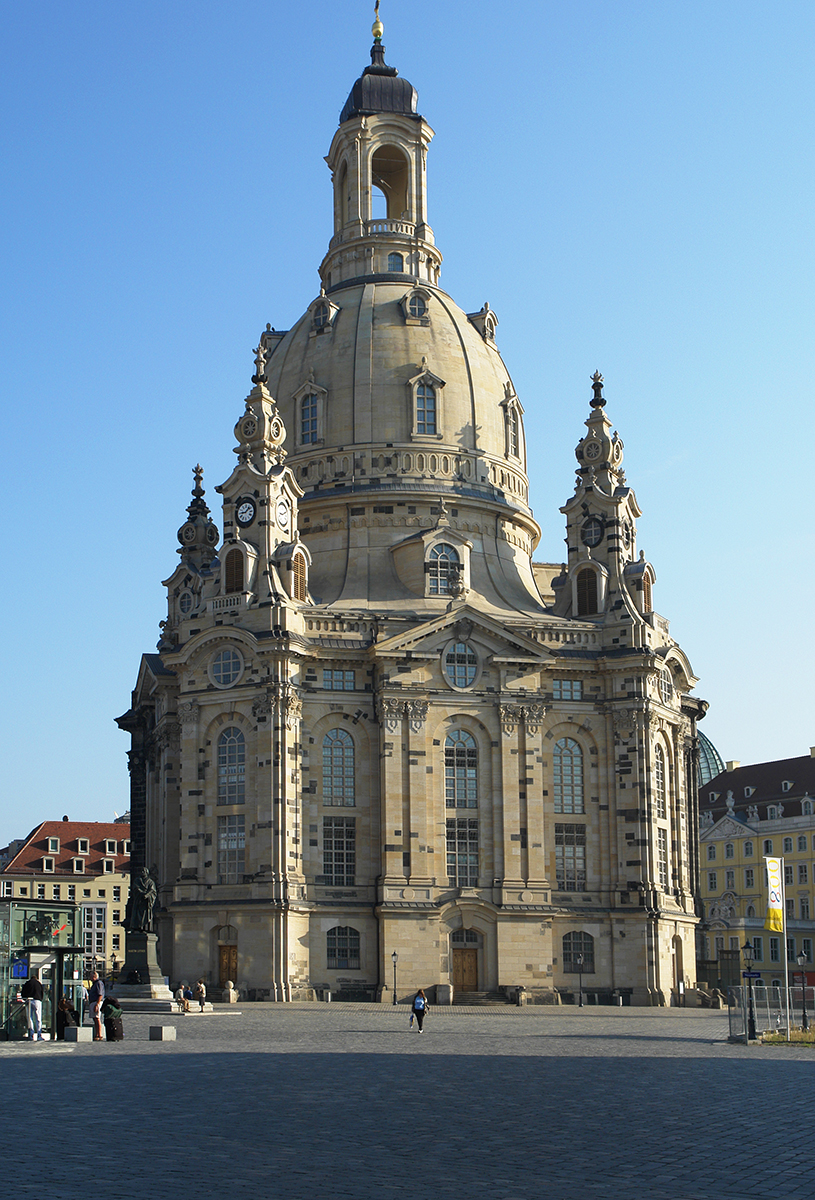
Frauenkirche

Frauenkirche este o biserică evanghelică-luterană, clădită în stil baroc, situată în piața Neumarkt din Dresda. Edificiul ilustrează în mod exemplar stilul baroc din Europa. Biserica a fost ridicată între anii 1726 - 1743, în perioada în care Dresda era reședința principelui elector de Saxonia. Clădirea a fost complet distrusă în cel de al doilea război mondial, în timpul bombardamentelor întreprinse de forțele aliate în noaptea de 13 spre 14 februarie 1945.
În Republica Democrată Germană biserica a fost lăsată în stare de ruină, servind ca monument de amintire a războiului. A fost reclădită de-abia după reunificarea Germaniei, pe baza unor schițe și fotografii vechi, între anii 1994-2005. La reclădirea bisericii au contribuit financiar și donatori din Marea Britanie, care au adunat prin intermediul fundației Dresden Trust peste un milion de euro. Reclădirea bisericii a devenit un simbol al împăcării și înțelegerii între combatanții din al doilea război mondial.
Având în vedere costurile uriașe ale reconstrucției, cetățenii din Dresda au impus următoarele condiții:
- finanțarea aproape exclusivă din donații,
- sortarea rămășițelor de către arheologi,
- reconstruția identică cu originalul refolosind pietrele rămase intacte,
- terminarea lucrărilor până în anul 2006, și resfințirea bisericii la sărbătorirea jubileului de 800 de ani de existență a orașului Dresda.

Pietrele din imensul morman de moloz de 22.000 m³ au fost sortate cu grijă, astfel că au putut fi refolosite 44% din pietrele originale, care au fost identificate bucată cu bucată și depozitate în incinta șantierului.
Reconstrucția bisericii a costat peste 180 de milioane de euro, cea mai mare parte a banilor provenind din donații.
După mai mult de 11 ani de muncă, reconstrucția a fost terminată, fiind realizată după planurile arhitectului George Bähr. Din cele 180 milioane euro necesare, circa 2/3 au fost colectați de la circa 600.000 de donatori din lumea întreagă.
Sfințirea bisericii s-a făcut în data de 30 octombrie 2005. La slujba religioasă au participat 1.700 de invitați în interiorul bisericii și câteva mii de persoane în piața din fața bisericii.